# کوربول
کوربول (به صربی: Korbul) یک منطقهٔ مسکونی در صربستان است که در ناحیه پچینیا واقع شده‌است. کوربول ۱۴ نفر جمعیت دارد.